# Serpente (araldica)
In araldica il serpente simboleggia l'astuzia (con un riferimento alle parole di Mosè), il dominio (secondo il sogno di Alessandro Magno), l'eternità (perché quando si morde la coda forma un circolo che non ha inizio né fine), la medicina (compare infatti nell'emblema del caduceo) e la prudenza (Gesù consigliava ai primi cristiani di imitarlo in questo). Può però anche rappresentare il nemico, il vizio, il grande tradimento, o la perfidia, specialmente quando è calpestato, morso o imbeccato da altri animali.
Nell'araldica napoleonica i senatori portano un quartier franco (d'azzurro i conti e di rosso i baroni) caricato da un serpente d'argento che circonda uno specchio d'oro.
Il serpente che si morde la coda, formando così un circolo senza inizio né fine, è detto anche uroburo. Un esempio di quest'ultimo lo possiamo trovare nel celebre monumento funebre di Maria Teresa d'Austria di Antonio Canova. In questo monumento, di forma piramidale, l'animale è sito attorno al ritratto ovale della defunta asburgica di modo da sottolineare, ringraziare ed eternare la sua marcata vena altruistica che l'ha vista impegnata più volte nell'aiutare i più bisognosi.

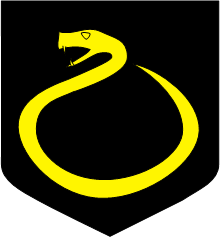
Di nero, al serpente d'oro posto in orlo
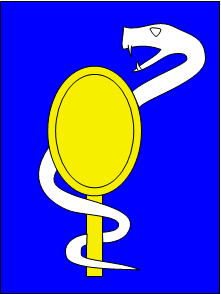
Quartier franco di un senatore conte napoleonico
Di rosso, al serpente ondeggiante in palo d'argento, con la coda rivoltata, tenente in bocca una mela d'oro, fustata e fogliata di verde (Stare Dłutowo, Polonia)
D'azzurro, a due serpenti affrontati, sovrapposti in decusse, d'oro (Nootdorp, Paesi Bassi)
Di verde, all'Occhio della Provvidenza d'oro, circondato da un uroburo dello stesso (Listringer, Bad Salzdetfurth, Germania)
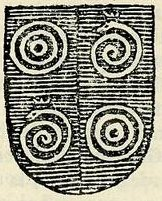
Inquartato: nel 1º e 4º d'azzurro, a tre armille d'argento; nel 2º e 3º d'azzurro, al serpente d'argento, piegato in doppio giro, coronato dello stesso (famiglia Guastavillani di Bologna)

## Attributi araldici
- allacciato in giro è il serpente che si morde la coda (uroburo)
- annodato
- attorcigliato, quando è avvolto su se stesso
- ondeggiante o serpeggiante, quando è disposto in curve successive
- piegato in giro (in fr. plié en rond)[4] (a volte in doppio giro), o accerchiato